# 大矢鞆音
大矢 鞆音（おおや ともね、1938年1月15日 - ）は、日本の作家、美術評論家、研究者。

## 略歴
1938年（昭和13年）、日本画家大矢黄鶴の次男として東京に生まれる。7人兄弟の次男で、2歳年長の兄大矢紀、2歳下の弟大矢十四彦も後に日本画家となる。1962年（昭和37年）、早稲田大学第一文学部美術史学専修卒業。在学中から『萌春』など美術雑誌の展覧会評を執筆し、河北倫明らの知遇を得る。日本放送出版協会（NHK出版）に入社。同社で『趣味の園芸』編集長などを経て、美術書の企画・編集にも携わり、取締役美術部長。1977年（昭和52年）の『杉山寧:エジプト幻想行』・『平山郁夫:わが心のシルクロード』を皮切りに河北倫明を監修に刊行を始めた「現代日本画家素描集」シリーズ全20巻は当時、こうした美術書としては空前のヒットとなった。その後、他社からも刊行される素描画集の嚆矢と言える。1992年（平成4年）からは続編として「新現代日本画家素描集」も刊行した。同社定年後は、編集者時代には自ら封じていた執筆活動も再開。また、在職中に開館に向け尽力した津和野町立安野光雅美術館、奈良県立万葉文化館、田中一村記念美術館美術館の3館が2001年に相次いでオープンし、津和野町立安野光雅美術館館長、奈良県立万葉文化館総合プロデューサー、田中一村記念美術館顧問（2009年まで）に就任、館の運営に携わる。父の代からの日本画家との付き合いは幅広く、また、田中一村研究の第一人者としても知られる。

## 著書
- 『画家たちの夏』2001年 講談社 ISBN 9784062106856
- 『田中一村 豊饒の奄美』2004年 日本放送出版協会 ISBN 9784140808603
- 『もっと知りたい田中一村 生涯と作品』2010年 東京美術 ISBN 4808708760
- 『評伝　田中一村』2018年　生活の友社　ISBN 9784908429194

## 主な寄稿・随筆・論文等

### 展覧会評
- 「静寂の中の美術展：中国現代絵画展・浮世絵日本の旅展」『萌春』228号、1974年、日本美術新報社

### 画家論
- 「土屋輝雄・禮一父子展に寄せて」『奈良県立万葉文化館展覧会だより』12号2006年、奈良県立万葉文化館
- 「上田勝也さんのこと」『上田勝也作品集1969-2005』2006年
- 「こころの山河　今野忠一日本画展によせて」『奈良県立万葉文化館展覧会だより』24号2007年、奈良県立万葉文化館
- 「三輪晁勢、そして晃久の世界」『三輪晁勢・晃久日本画二人展』2008年
- 「三輪晁勢・晃久日本画二人展に寄せて」『奈良県立万葉文化館展覧会だより』29号2008年、奈良県立万葉文化館
- 「山内さんの「美」の世界」『山内滋夫展』2008年 髙島屋
- 「田所浩の世界―展覧会に寄せて」『田所浩日本画展―ふるさと奈良・大和への想い―』2009年
- 「渡辺洋子さんの「美」の世界」『渡辺洋子作品集』2009年
- 「中路融人の作品世界」『平城遷都1300年記念特別展　中路融人展』2010年奈良県立万葉文化館
- 「連載 新・田中一村」『南海日日新聞』2005年6月2日～継続中、南海日日新聞社

### 論文
- 「連載 資料紹介 中庭煖華絵日記」1(共著)、『奈良県立万葉文化館展覧会だより』12号2006年、奈良県立万葉文化館
- 「連載 資料紹介 中庭煖華絵日記」2(共著)、『奈良県立万葉文化館展覧会だより』15号2006年、奈良県立万葉文化館
- 「連載 資料紹介 中庭煖華絵日記」3(共著)、『奈良県立万葉文化館展覧会だより』17号2006年、奈良県立万葉文化館
- 「連載 資料紹介 中庭煖華絵日記」4(共著)、『奈良県立万葉文化館展覧会だより』18号2006年、奈良県立万葉文化館
- 「連載 資料紹介 中庭煖華絵日記」5(共著)、『奈良県立万葉文化館展覧会だより』19号2007年、奈良県立万葉文化館
- 「連載 資料紹介 中庭煖華絵日記」6(共著)、『奈良県立万葉文化館展覧会だより』20号2007年、奈良県立万葉文化館
- 「連載 資料紹介 中庭煖華絵日記」7(共著)、『奈良県立万葉文化館展覧会だより』22号2007年、奈良県立万葉文化館
- 「連載 資料紹介 中庭煖華絵日記」8(共著)、『奈良県立万葉文化館展覧会だより』24号2007年、奈良県立万葉文化館
- 「連載 資料紹介 中庭煖華絵日記」9(共著)、『奈良県立万葉文化館展覧会だより』25号2007年、奈良県立万葉文化館
- 「連載 資料紹介 中庭煖華絵日記」10(共著)、『奈良県立万葉文化館展覧会だより』27号2008年、奈良県立万葉文化館
- 「連載 資料紹介 中庭煖華絵日記」11(共著)、『奈良県立万葉文化館展覧会だより』29号2008年、奈良県立万葉文化館
- 「連載 資料紹介 中庭煖華絵日記」12(共著)、『奈良県立万葉文化館展覧会だより』33号2008年、奈良県立万葉文化館
- 「論考：田中一村、団体展への挑戦―日展・院展出品を中心に」『生誕100年記念特別展　田中一村展』2008年、奈良県立万葉文化館
- 「連載 資料紹介 中庭煖華絵日記」13(共著)、『奈良県立万葉文化館展覧会だより』36号2009年、奈良県立万葉文化館ISSN 1883-2229
- 「連載 資料紹介 中庭煖華絵日記」14(共著)、『奈良県立万葉文化館展覧会だより』39号2009年、奈良県立万葉文化館ISSN 1883-2229
- 「連載 資料紹介 中庭煖華絵日記」15(共著)、『奈良県立万葉文化館展覧会だより』41号2010年、奈良県立万葉文化館ISSN 1883-2229
- 「連載 資料紹介 中庭煖華絵日記」16(共著)、『奈良県立万葉文化館展覧会だより』45号2010年、奈良県立万葉文化館ISSN 1883-2229
- 「連載 資料紹介 中庭煖華絵日記」17(共著)、『奈良県立万葉文化館展覧会だより』46号2011年、奈良県立万葉文化館ISSN 1883-2229
- 「連載 資料紹介 中庭煖華絵日記」18(共著)、『奈良県立万葉文化館展覧会だより』47号2011年、奈良県立万葉文化館ISSN 1883-2229

## 編集を手がけた主な出版物
- 『現代日本画家素描集1 杉山寧:エジプト幻想行』1977年、日本放送出版協会
- 『現代日本画家素描集2 平山郁夫:わが心のシルクロード 』1977年、日本放送出版協会
- 『現代日本画家素描集3 森田曠平:歴史の女人像』1978年、日本放送出版協会
- 『現代日本画家素描集4 堅山南風:インド・タヒチの旅から』1978年、日本放送出版協会
- 『現代日本画家素描集5 東山魁夷:唐招提寺への道』1978年、日本放送出版協会
- 『現代日本画家素描集6 加山又造:裸婦百態図』1978年、日本放送出版協会
- 『現代日本画家素描集7 髙山辰雄:日月星辰』1978年、日本放送出版協会
- 『現代日本画家素描集8 奥村土牛:わが身辺抄』1978年、日本放送出版協会
- 『現代日本画家素描集9 上村松篁:わが身辺の鳥たち』1979年、日本放送出版協会
- 『現代日本画家素描集10 山口華楊:わが愛すべき動物たち』1979年、日本放送出版協会
- 『現代日本画家素描集11 橋本明治:舞妓と鶴』1980年、日本放送出版協会
- 『現代日本画家素描集12 奥田元宋:わが山河』1980年、日本放送出版協会
- 『現代日本画家素描集13 今野忠一:日本の名山』1980年、日本放送出版協会
- 『現代日本画家素描集14 松尾敏男:わが花心』1980年、日本放送出版協会
- 『現代日本画家素描集15 加藤東一:長良川流転』1980年、日本放送出版協会
- 『現代日本画家素描集16 麻田鷹司:京洛の四季』1981年、日本放送出版協会
- 『現代日本画家素描集17 大山忠作:日月春秋』1981年、日本放送出版協会
- 『現代日本画家素描集18 吉岡堅二:中亜風物』1981年、日本放送出版協会
- 『現代日本画家素描集19 吉田善彦:大和古寺』1981年、日本放送出版協会
- 『現代日本画家素描集20 山本丘人:夕焼け山水』1981年、日本放送出版協会
- 『大矢黄鶴・大矢紀・大矢十四彦三人展』1982年、新潟日報社
- 『田中一村作品集―NHK日曜美術館「黒潮の画譜」』1985年、日本放送出版協会
- 『新現代日本画家素描集1 後藤純男:大和の寺』1992年、日本放送出版協会
- 『新現代日本画家素描集2 中路融人:湖北讃歌』1992年、日本放送出版協会
- 『新現代日本画家素描集3 上村淳之:鳥たちとの対話』1992年、日本放送出版協会
- 『新現代日本画家素描集4 中島千波:桜花抄』1992年、日本放送出版協会
- 『新現代日本画家素描集5 福井爽人:おりおりの記』1992年、日本放送出版協会
- 『新現代日本画家素描集6 土屋礼一:ふるさとへの道』1993年、日本放送出版協会
- 『新現代日本画家素描集7 田淵俊夫:大地悠久』1993年、日本放送出版協会
- 『新現代日本画家素描集8 大矢紀:牡丹図譜』1993年、日本放送出版協会
- 『新現代日本画家素描集9 松本哲男:宙への道 中国・インドをゆく』1993年、日本放送出版協会、ISBN 4-14-009197-5
- 『新現代日本画家素描集10 小山硬:天草追想』1993年、日本放送出版協会
- 『新現代日本画家素描集11 那波多目功一:四季花譜図』1993年、日本放送出版協会
- 『新現代日本画家素描集12 岩沢重夫:天響水心の世界』1994年、日本放送出版協会、ISBN 4-14-009200-9
- 『田中一村作品集〔新版〕』2001年、日本放送出版協会
- 『花を描く―堅山南風素描集』2006年、青幻社、ISBN 4861520878
- 『平成「梅花の宴」展―近・現代の日本画にみる』2006年、NHKきんきメディアプラン